# رین والدز
رین والدز (به انگلیسی: Rain Valdez) (زاده ۱۹۸۱) بازیگر، نویسنده، تهیه‌کننده آمریکایی است.
او یک زن ترنس است.